# Moon Landing
Moon Landing – czwarty album studyjny brytyjskiego wokalisty Jamesa Blunta. Wydany został 18 października 2013 roku przez wytwórnię Atlantic Records. Producentami albumu są Tom Rothrock, Steve Mac, Steve Robson, Dan Wilson oraz Ryan Tedder. Album zadebiutował na pierwszym miejscu na liście przebojów w Austrii i Szwajcarii. 

## Lista utworów
| Edycja standardowa | Edycja standardowa | Edycja standardowa                  | Edycja standardowa                  | Edycja standardowa |
| Nr                 | Tytuł utworu       | Tekst                               | Muzyka                              | Długość            |
| ------------------ | ------------------ | ----------------------------------- | ----------------------------------- | ------------------ |
| 1.                 | „Face the Sun”     | James Blunt, Steve Robson           | Tom Rothrock                        | 4:03               |
| 2.                 | „Satellites”       | Blunt, Claude Kelly, Steve Mac      | Tom Rothrock                        | 3:12               |
| 3.                 | „Bonfire Heart”    | Blunt, Ryan Tedder                  | Tedder                              | 3:58               |
| 4.                 | „Heart to Heart”   | Blunt, Daniel Parker, Daniel Omelio | Terefe, Robopop, Ammar Malik, Blunt | 3:29               |
| 5.                 | „Miss America”     | Blunt, Wayne Hector, Mac            | Tom Rothrock                        | 3:07               |
| 6.                 | „The Only One”     | Blunt, Hector, Mac                  | Tom Rothrock                        | 3:41               |
| 7.                 | „Sun on Sunday”    | Blunt, Kelly, Mac                   | Tom Rothrock                        | 3:18               |
| 8.                 | „Bones”            | Blunt, Hector, Mac                  | Tom Rothrock, Mac                   | 2:53               |
| 9.                 | „Always Hate Me”   | Blunt, Ammar Malik                  | Tom Rothrock                        | 3:37               |
| 10.                | „Postcards”        | Blunt, Hector, Mac                  | Terefe                              | 4:46               |
| 11.                | „Blue on Blue”     | Blunt, Steve McEwan                 | Terefe                              | 3:53               |
|                    |                    |                                     |                                     | 39:57              |

## Moon Landing – Apollo Edition
21 października 2014 roku została wydana reedycja albumu, zatytułowana Moon Landing – Apollo Edition, zawierająca pięć dodatkowych utworów oraz płytę DVD z koncertem, który zarejestrowano w 2014 roku w szwajcarskim mieście Paleo. Album był notowany na 49. pozycji w Niemczech.
Dysk 1 - CD

Sporządzono na podstawie materiału źródłowego.
1. Smoke Signals - 3:43
2. When I Find Love Again - 3:05
3. Face The Sun - 4:02
4. Satellites - 3:13
5. Bonfire Heart - 3:59
6. Heart To Heart - 3:30
7. Miss America - 3:06
8. The Only One - 3:44
9. Sun On Sunday - 3:18
10. Bones - 2:51
11. Always Hate Me - 3:38
12. Postcards - 4:49
13. Blue On Blue - 3:50
14. Telephone - 3:26
15. Kiss This Love Goodbye - 2:36
16. Hollywood - 3:22
17. Breathe - 4:21
18. Trail Of Broken Hearts - 4:26
19. Working It Out - 4:22

Dysk 2 - DVD: Live in Paleo

1. Intro / Face The Sun (Live From Paleo)
2. So Far Gone (Live From Paleo)
3. Billy (Live From Paleo)
4. Wisemen (Live From Paleo)
5. High (Live From Paleo)
6. Carry You Home (Live From Paleo)
7. Satellites (Live From Paleo)
8. These Are The Words (Live From Paleo)
9. Postcards (Live From Paleo)
10. I'll Take Everything (Live From Paleo)
11. Goodbye My Lover (Live From Paleo)
12. Coz I Love You (Live From Paleo)
13. Heart To Heart (Live From Paleo)
14. Same Mistake (Live From Paleo)
15. You're Beautiful (Live From Paleo)
16. So Long Jimmy (Live From Paleo)
17. Stay The Night (Live From Paléo Festival)
18. Bonfire Heart (Live From Paleo)
19. 1973 (Live From Paleo)

## Pozycje na listach przebojów
| Kraj              | Lista (2013-14)       | Najwyższa pozycja | Certyfikat |
| ----------------- | --------------------- | ----------------- | ---------- |
| Australia         | Top 50 Albums         | 2                 | platyna    |
| Austria           | Alben Top 75          | 1                 | złoto      |
| Belgia (Flandria) | Ultratop 50           | 12                | –          |
| Belgia (Wallonia) | Ultratop 50           | 5                 | –          |
| Dania             | Top 40 Albums         | 12                | –          |
| Finlandia         | Top 50 Albums         | 13                | –          |
| Francja           | Top 200 Albums        | 5                 | platyna    |
| Hiszpania         | Top 100 Albums        | 15                | —          |
| Holandia          | Album Top 100         | 6                 | –          |
| Irlandia          | Top 100 Albums        | 5                 | –          |
| Kanada            | Canadian Albums Chart | 2                 | złoto      |
| Niemcy            | Top 100 Albums        | 2                 | 3× złoto   |
| Norwegia          | Top 40 Albums         | 12                | –          |
| Nowa Zelandia     | Top 40 Albums         | 4                 | złoto      |
| Polska            | OLiS                  | 39                | złoto      |
| Portugalia        | Top 30 Albums         | 28                | –          |
| Stany Zjednoczone | Billboard 200         | 20                | –          |
| Szwajcaria        | Alben Top 100         | 1                 | platyna    |
| Szwecja           | Top 60 Albums         | 9                 | –          |
| Wielka Brytania   | Albums Top 100        | 2                 | platyna    |
| Włochy            | Top 100 Albums        | 7                 | –          |